# Хосе Марія Арана
Хосе Марія Арана (ісп. José María Arana Urigüen) — баскський футболіст, зачинатель клубу «Атлетик» з Більбао. Грав в захисній ланці команди, володар так званого Кубка Коронації, попередника Кубка дель Рей.

## Життєпис
Один з перших футболістів новоствореної баскської команди в 1901 році. Родом із приморського поселення Гечо в передмісті Більбао, походив з відомої баскської родини Арана де Урігуен (Arana y Urigüen).
Разом зі своїми родичами та братами Хосе Марія вів активну громадську та спортивну діяльність. Час від часу він грав в м'яча, за новомодній англійській грі — футбол. Ці матчі все частіше привертали увагу прихильників спорту. Арана виділявся серед своїх однолітків спортивним умінням, тому зчаста обирався до команди басків на різні показові ігри. На початку 1902 року Хосе Марія Арана взяв участь в одній із товариських ігор супроти французького клубу «Бурдігала» (Burdigala), яка стала потім визначальною для нього.
Відтак, Хосе Марію було обрано до складу збірної команди басків «Біская» (Bizcaya), 13 травня 1902 року на «Естадіо де Гіподром» (Estadio de Hipódromo) провів свою першу гру в офіційному турнірі, супроти барселонського «Клубу Еспаньйол». Перемога з рахунком 5 : 1, дозволила команді і йому продовжувати участь в турнірі.
В другій грі було переможено мадридську дружину: «Нью Фут-Бол Клуб» (New Foot-Ball Club). Перемога з рахунком 8 : 1, кваліфікувала басків (і Угальде, в тому числі) до фіналу Кубка Коронації. На жаль, в фінальній грі Хосе Марія Арана не грав, поступившись місцем своєму іншому родичу.
Подальша футбольна доля Хосе Марії Арана мало висвітлена, очевидно, він повернувся до комерційних справ родини.

## Футбольна кар'єра
- 1901–1902  — «Атлетік» — 1(0)
- 1901–1902  — «Біская» — 2(0)

## Трофеї
- 1902 — Кубок Коронації